# 827

## Události
- Arabové obsadili Sicílii

## Narození
- nebo 826 Svatý Cyril, slovanský věrozvěst († 14. února 869)

## Hlavy státu
- Papež – Evžen II. – Valentin – Řehoř IV.
- Anglie
  - Wessex a Kent – Egbert
  - Mercie – Wiglaf
- Franská říše – Ludvík I. Pobožný + Lothar I. Franský
- První bulharská říše – Omurtag
- Byzanc – Michael II.
- Svatá říše římská – Ludvík I. Pobožný + Lothar I. Franský